# Takuma Koga
Takuma Koga (古賀 琢磨 Koga Takuma?, nacido el 30 de abril de 1969 en Shizuoka) es un exfutbolista japonés. Jugaba de defensa y su último club fue el Cerezo Osaka de Japón.

## Trayectoria

### Clubes
| Club            | País  | Año         |
| --------------- | ----- | ----------- |
| Júbilo Iwata    | Japón | 1992 - 1999 |
| Shimizu S-Pulse | Japón | 2000 - 2002 |
| Cerezo Osaka    | Japón | 2003        |

## Palmarés

### Títulos nacionales
| Título             | Club            | País  | Año  |
| ------------------ | --------------- | ----- | ---- |
| J1 League          | Júbilo Iwata    | Japón | 1997 |
| Copa J. League     | Júbilo Iwata    | Japón | 1998 |
| J1 League          | Júbilo Iwata    | Japón | 1999 |
| Copa del Emperador | Shimizu S-Pulse | Japón | 2001 |